# 傑赫勒姆

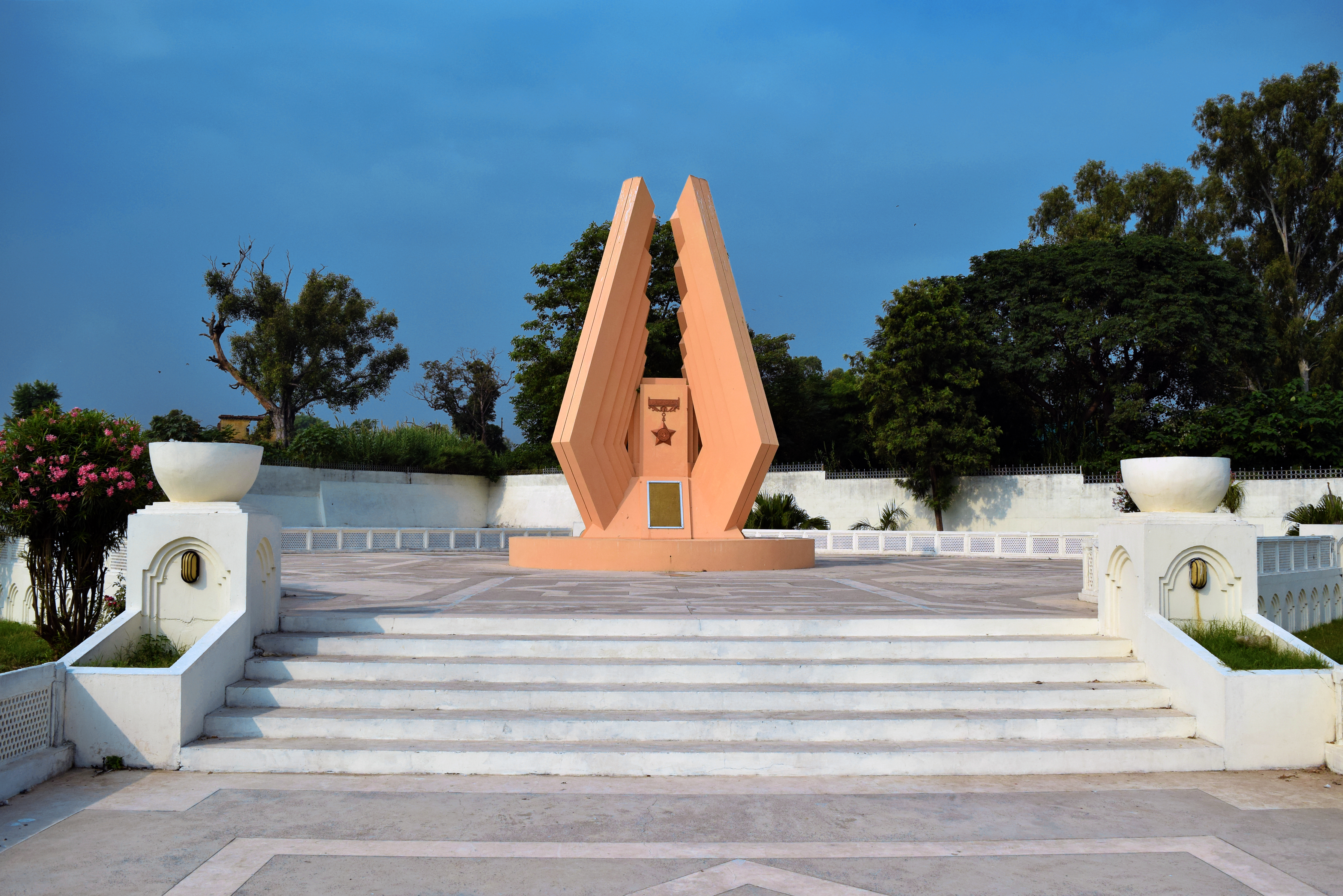
位於傑赫勒姆的穆罕默德·阿克拉姆少校紀念館

傑赫勒姆是巴基斯坦的城市，由旁遮普省負責管轄，位於該國東北部傑赫勒姆河右岸，面積22.5平方公里，海拔高度250米，每年平均降雨量850毫米，2023年人口190,425。

## 相关
- 卡洛特水电项目
- 傑赫勒姆河

## 外部連結
- Jhelum Police Website
- TMA Jhelum Website
- Punjab Government website (Jhelum Profile)
- FM Sunrise Pakistan (FM95 Jhelum) （页面存档备份，存于）